# MKB-10
10. revizija Međunarodne klasifikacije bolesti i srodnih zdravstvenih problema (kratica: MKB-10) (engl. International Statistical Classification of Diseases and Related Health Problems ICD-10) je medicinska klasifikacija bolesti, simptoma, abnormalnosti i sl. Svjetske zdravstvene organizacije (engl. WHO) koja ju je odobrila 1990. godine a države članice počele su je primjenjivati od 1994. godine. Od 1. siječnja 2022. zamijenit će je 11. revizija (MKB-11).
Popis MKB-10 kodova:
| Poglavlje | Blok    | Naslov                                                                                   |
| --------- | ------- | ---------------------------------------------------------------------------------------- |
| I         | A00-B99 | Određene infekcijske i parazitske bolesti                                                |
| II        | C00-D48 | Neoplazme                                                                                |
| III       | D50-D89 | Bolesti krvi i krvotvornih organa i određeni poremećaji imunološkog sustava              |
| IV        | E00-E90 | Endokrine, nutricijske i metaboličke bolesti                                             |
| V         | F00-F99 | Mentalni poremećaji i poremećaji ponašanja                                               |
| VI        | G00-G99 | Bolesti živčanog sustava                                                                 |
| VII       | H00-H59 | Bolesti oka i adneksa                                                                    |
| VIII      | H60-H95 | Bolesti uha i mastoidnih procesa                                                         |
| IX        | I00-I99 | Bolesti cirkulacijskog (krvožilnog) sustava                                              |
| X         | J00-J99 | Bolesti dišnog (respiracijskog) sustava                                                  |
| XI        | K00-K93 | Bolesti probavnog sustava                                                                |
| XII       | L00-L99 | Bolesti kože i potkožnog tkiva                                                           |
| XIII      | M00-M99 | Bolesti mišićno-koštanog sustava i vezivnog tkiva                                        |
| XIV       | N00-N99 | Bolesti genitalno-urinarnog sustava                                                      |
| XV        | O00-O99 | Trudnoća i porođaj                                                                       |
| XVI       | P00-P96 | Određena stanja porođajnog perioda (5 mj. prije i 1 mj. poslije)                         |
| XVII      | Q00-Q99 | Prirođene malformacije, deformacije i kromosomske abnormalnosti                          |
| XVIII     | R00-R99 | Simptomi, znakovi i abnormalni klinički i laboratorijski nalazi, neklasificirani drugdje |
| XIX       | S00-T98 | Ozljede, trovanja i određene druge posljedice s vanjskim uzrokom                         |
| XX        | V01-Y98 | Vanjski uzroci pobola i smrtnosti                                                        |
| XXI       | Z00-Z99 | Čimbenici s utjecajem na zdravstveni status i kontakt sa zdravstvenim ustanovama         |
| XXII      | U00-U99 | Kodovi za posebne svrhe                                                                  |

## Vanjske poveznice
- MKB-10 2019, WHO (engleski)
- MKB-10, Mediately (hrvatski)